# بوي كاباهوج
بوي كاباهوج مواليد 1 يونيو 1964 في مدينة سيبو، هو لاعب كرة سلة فلبيني معتزل. بدأ مسيرته الاحترافية في سنة 1989. حمل الرقم 9. اعتزل اللعب في 1998.

## المسيرة الاحترافية
لعب مع ألاسكا أيسز في موسم 1989-1990، ثم لعب مع ستار هوتشوتز من سنة 1991 إلى 1993، ثم لعب مع تي إن تي كاتروبا من سنة 1994 إلى 1996.